# Sardoides
Sardoides is een geslacht van kevers uit de familie bladkevers (Chrysomelidae).
De wetenschappelijke naam van het geslacht werd in 1895 gepubliceerd door Martin Jacoby.

## Soorten
- Sardoides transvaalensis Jacoby, 1903
- Sardoides viridicollis Jacoby, 1895